# Еленц-Полтерсдорф
Еленц-Полтерсдорф (њем. Ellenz-Poltersdorf) општина је у њемачкој савезној држави Рајна-Палатинат. Једно је од 92 општинска средишта округа Кохем-Цел. Према процјени из 2010. у општини је живјело 830 становника. Посједује регионалну шифру (AGS) 7135025.

## Географски и демографски подаци
Еленц-Полтерсдорф се налази у савезној држави Рајна-Палатинат у округу Кохем-Цел. Општина се налази на надморској висини од 95 метара. Површина општине износи 7,4 km². У самом мјесту је, према процјени из 2010. године, живјело 830 становника. Просјечна густина становништва износи 112 становника/km².